# Ендрю Ледд
Ендрю Ледд (англ. Andrew Ladd; нар. 12 грудня 1985, м. Мейпл-Рідж, Канада) — канадський хокеїст, лівий нападник. Виступає за «Аризона Койотс» у Національній хокейній лізі.
Виступав за «Ванкувер Джаєнтс» (ЗХЛ), «Калгарі Гітмен» (ЗХЛ), «Лоуелл-Лок Монстерс» (АХЛ), «Кароліна Гаррікейнс», «Олбані Рівер-Ретс» (АХЛ),  «Чикаго Блекгокс», «Атланта Трешерс», «Вінніпег Джетс», «Чикаго Блекгокс», «Нью-Йорк Айлендерс», «Бріджпорт Соунд Тайгерс».
В чемпіонатах НХЛ — 1001 матч (256+294), у турнірах Кубка Стенлі — 65 матчів (9+9).
У складі національної збірної Канади учасник чемпіонатів світу 2011 і 2012 (15 матчів, 1+4). У складі молодіжної збірної Канади учасник чемпіонату світу 2005 року.
Досягнення
- Володар Кубка Стенлі (2006, 2010)
- Переможець молодіжного чемпіонату світу (2005).